# Belchite
Belchite ist eine spanische Gemeinde mit 1.509 Einwohnern (Stand: 2024) in der Provinz Saragossa. Der Ort war Schauplatz der Schlacht von Belchite 1937 im Spanischen Bürgerkrieg, in der die Stadt beinahe völlig zerstört wurde. Das heutige Belchite (Belchite nuevo) wurde neben den Ruinen der alten Stadt neu errichtet.
Belchite liegt etwa 50 Kilometer südöstlich von Saragossa. Es ist Hauptort der Comarca  (Verwaltungseinheit) Campo de Belchite.

## Geschichte
Im Jahr 1122 gründete Alfons der Krieger die Bruderschaft von Belchite, um die Grenze zwischen den christlichen Besitzungen (u. a. Königreich León und der Grafschaft Barcelona) und Al-Andalus zu verteidigen. Am 15. Juni 1809 kämpften französische und spanische Truppen während der napoleonischen Kriege auf der iberischen Halbinsel in der Schlacht bei María in der Nähe der Stadt. Zwischen dem 24. August und dem 7. September 1937, während des Spanischen Bürgerkriegs, kämpften Anhänger der zweiten spanischen Republik in der Schlacht von Belchite in und um die Stadt gegen Francisco Francos Truppen. Nach 1939 wurde eine neue Stadt in der Nähe der Ruinen der alten Stadt errichtet, die als Mahnmal für den Krieg eine Geisterstadt bleibt.
Die Ruinen der zerstörten Stadt wurden zur Erinnerung an die Schrecken des Krieges erhalten. Sie sind heute eine Sehenswürdigkeit des Ortes. Sie waren Drehort für die Filme Pans Labyrinth und Die Abenteuer des Baron Münchhausen.

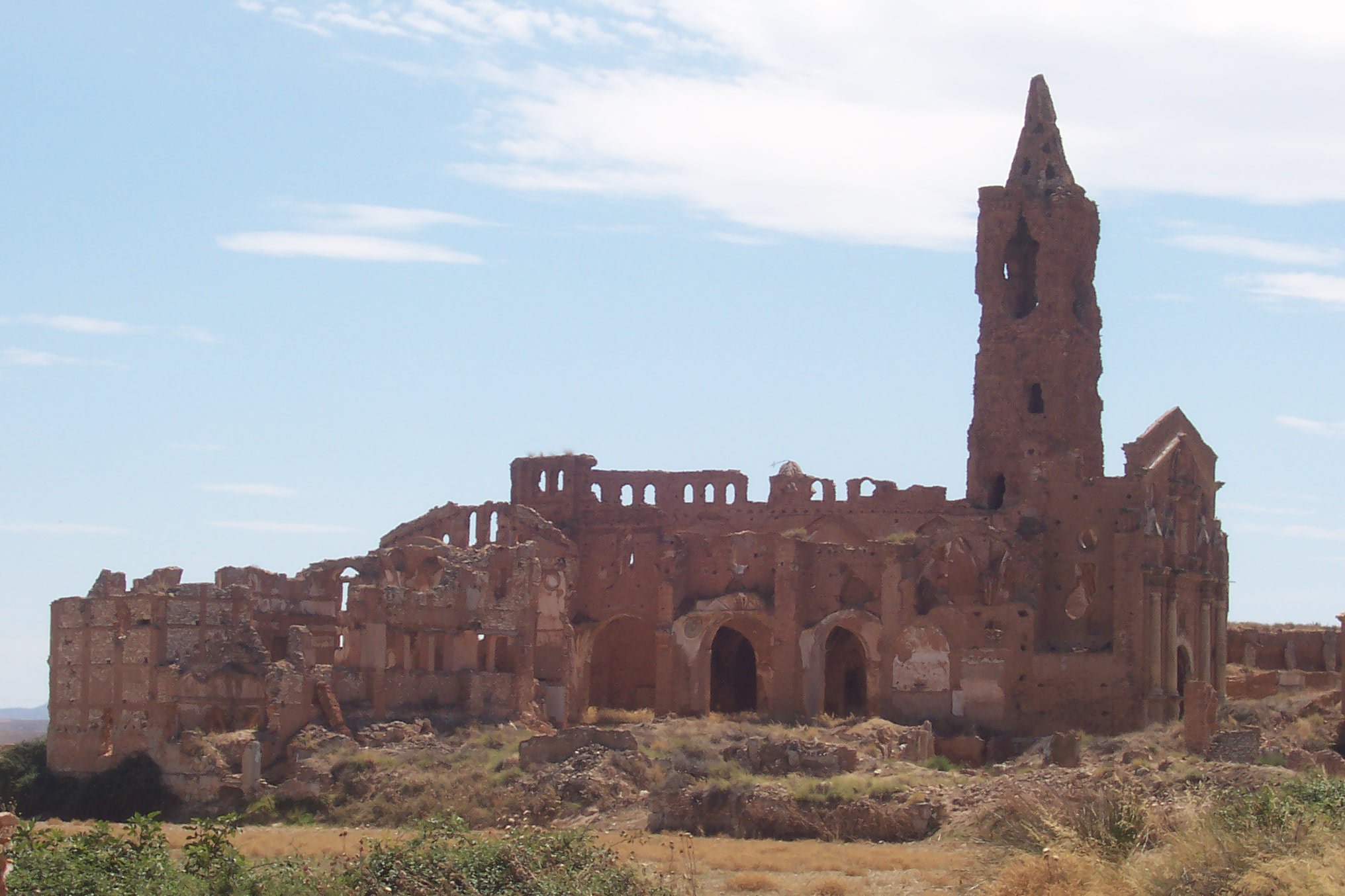
Ruine Kirche Sankt Martín de Tours
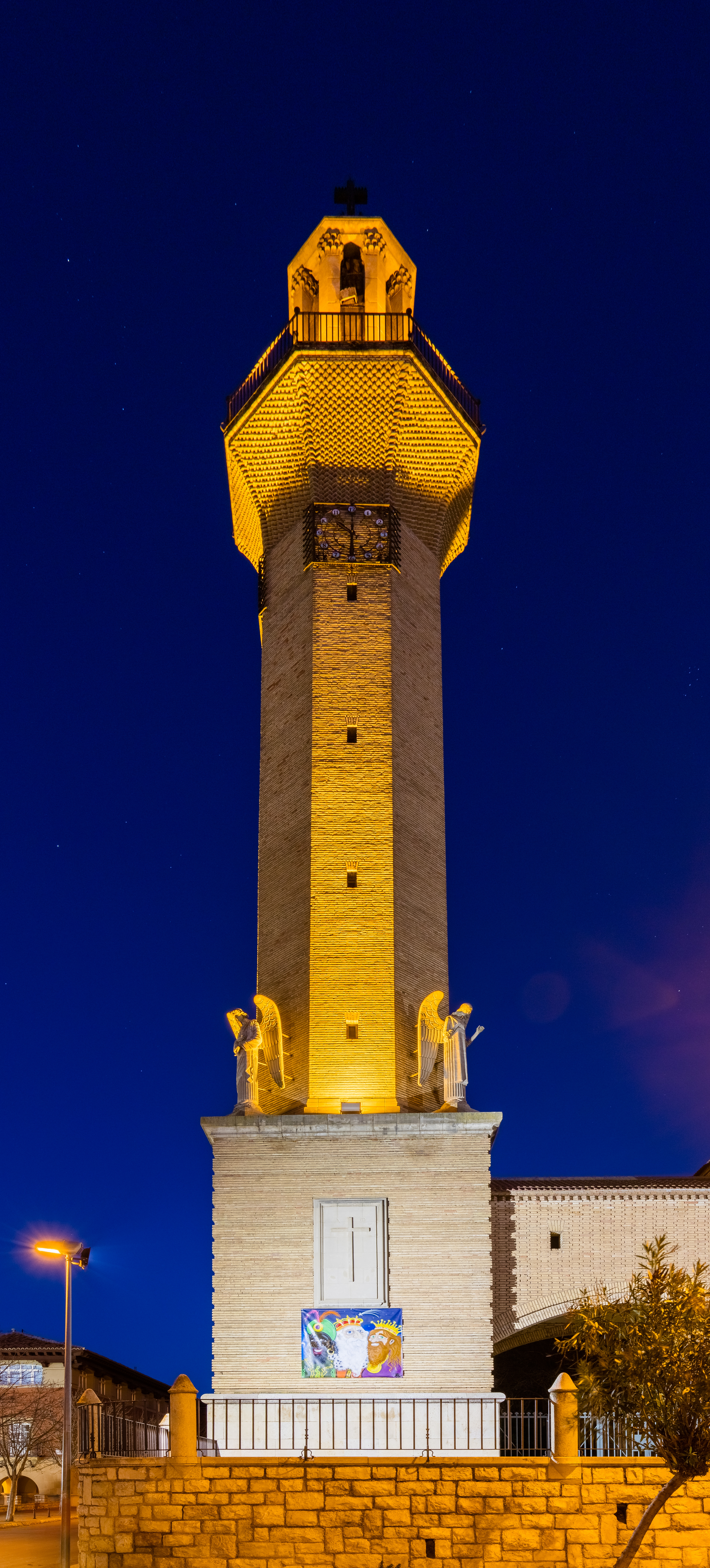
Neue Kirche von Sankt Martín de Tours